# Marseilles (Ohio)
Marseilles és una població dels Estats Units a l'estat d'Ohio. Segons el cens del 2000 tenia 124 habitants.

## Demografia
Segons el cens del 2000, Marseilles tenia 124 habitants, 48 habitatges, i 33 famílies. La densitat de població era de 478,8 habitants per km².
Dels 48 habitatges en un 35,4% hi vivien nens de menys de 18 anys, en un 58,3% hi vivien parelles casades, en un 8,3% dones solteres, i en un 29,2% no eren unitats familiars. En el 22,9% dels habitatges hi vivien persones soles el 10,4% de les quals corresponia a persones de 65 anys o més que vivien soles. El nombre mitjà de persones vivint en cada habitatge era de 2,58 i el nombre mitjà de persones que vivien en cada família era de 3,06.
Per edats la població es repartia de la següent manera: un 25,8% tenia menys de 18 anys, un 4% entre 18 i 24, un 36,3% entre 25 i 44, un 23,4% de 45 a 60 i un 10,5% 65 anys o més.
L'edat mediana era de 35 anys. Per cada 100 dones de 18 o més anys hi havia 100 homes.
La renda mediana per habitatge era de 45.000 $ i la renda mediana per família de 46.875 $. Els homes tenien una renda mediana de 27.917 $ mentre que les dones 20.625 $. La renda per capita de la població era de 14.852 $. Aproximadament el 6,5% de les famílies i el 5,9% de la població estaven per davall del llindar de pobresa.

## Poblacions més properes
El següent diagrama mostra les poblacions més properes.